# Feldbahnen der Salinas Chicas
| Salztransport mit einer O&K-Dampflokotive Salztransport mit einer Krauss-Dampflokomotive |                     |                          |                          |
| Streckenverlauf |                     |                          |                          |
| Streckenlänge: | ca. 22 km           |                          |                          |
| Spurweite: | 750 mm (Schmalspur) |                          |                          |
| |                     |                          |                          |
| \| \| \| \| m.ü.M. \| \| \| 12 \| \| -42 \| \| \| \| Las Barrancas \| \| \| \| 10 \| \| -42 \| \| \| \| La Aurora \| \| \| \| 0 \| Estación Nicolás Levalle \| Estación Nicolás Levalle \| \| \| \| Neuquén–Bahía Blanca \| \| |                     |                          |                          |
| |                     |                          | m.ü.M.                   |
| | 12                  |                          | -42                      |
| Haltepunkt / Haltestelle (Strecke außer Betrieb) |                     | Las Barrancas            | Las Barrancas            |
| Strecke (außer Betrieb) | 10                  |                          | -42                      |
| Strecke (außer Betrieb) · Haltepunkt / Haltestelle (Strecke außer Betrieb) |                     | La Aurora                | La Aurora                |
| Strecke nach links (außer Betrieb) · Bahnhof quer (Strecke außer Betrieb) · Strecke nach rechts (außer Betrieb) | 0                   | Estación Nicolás Levalle | Estación Nicolás Levalle |
| Strecke quer · Bahnhof quer · Strecke quer |                     | Neuquén–Bahía Blanca     | Neuquén–Bahía Blanca     |

Die Feldbahnen der Salinas Chicas waren zwei von 1903 bis 1990 betriebene, insgesamt etwa 22 Kilometer lange Schmalspurbahnen mit einer Spurweite von 750 mm von der Estación Nicolás Levalle zu den Salinas Chicas in der Provinz La Pampa zwischen Neuquén und Bahía Blanca in Argentinien. 

## Geschichte
Die Salinen wurden von der 1903 von Bernardo Garciarena gegründeten Gesellschaft Salinas Chicas in La Aurora genutzt, um eine 1–3 cm dicke Salzschicht abzubauen, die durch die Verdunstung von Meerwasser in einer Lagune entstanden ist, die heute 42 m unter dem Meeresspiegel liegt. Das Salz wurde anfangs mit von Maultieren gezogenen Pflügen zusammengeschoben und in Kipploren zum Bahnhof transportiert.
Anfangs wurden Zugtiere eingesetzt, um pro Jahr etwa 500 bis 1000 Tonnen Salz abzubauen, ab 1910 auch von Orenstein & Koppel und Krauss (5998/1908) hergestellte Dampflokomotiven mit in Deutschland hergestellten Wagen. In dieser Zeit wurde eine weitere Gesellschaft gegründet, die Salina Las Barrancas. Ab den 1950er Jahren wurden Traktoren eingesetzt, um 50.000 bis  200.000 Tonnen Salz pro Jahr abzubauen.
Der Feldbahnbetrieb wurde 1990 eingestellt. Heute werden von der La Aurora SAIC y G. etwa 1000 Tonnen pro Tag Salz großtechnisch abgebaut, gewaschen, überwiegend in 50-kg-Säcke verpackt und vermarktet.

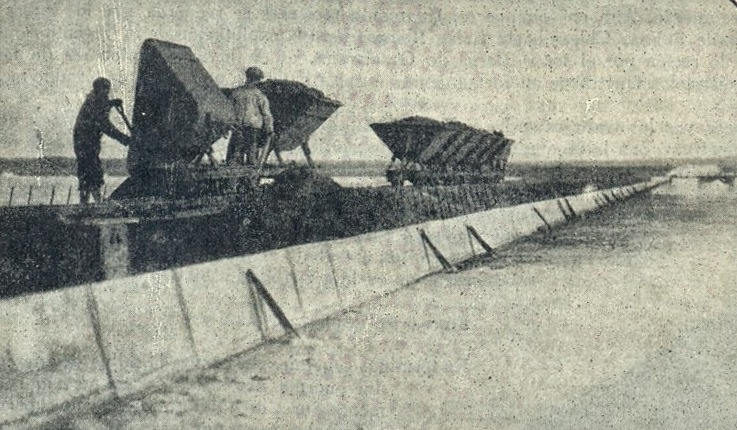
Bau des 1 km langen Damms in die Lagune
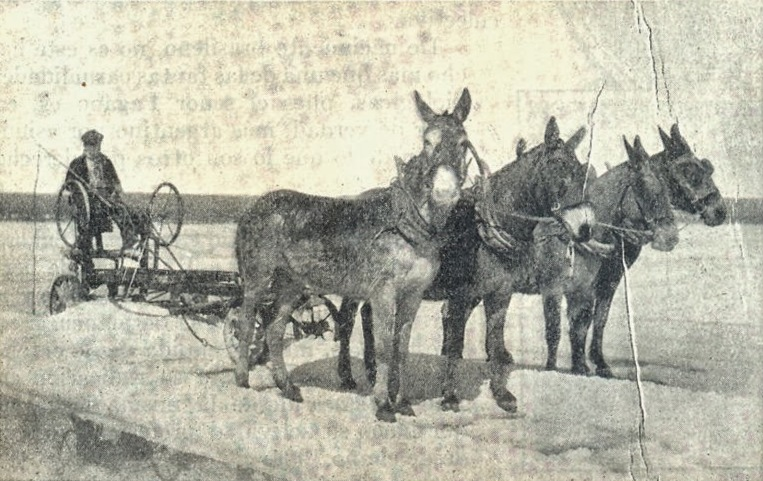
Zusammenschieben des Salzes mit einem Pflug
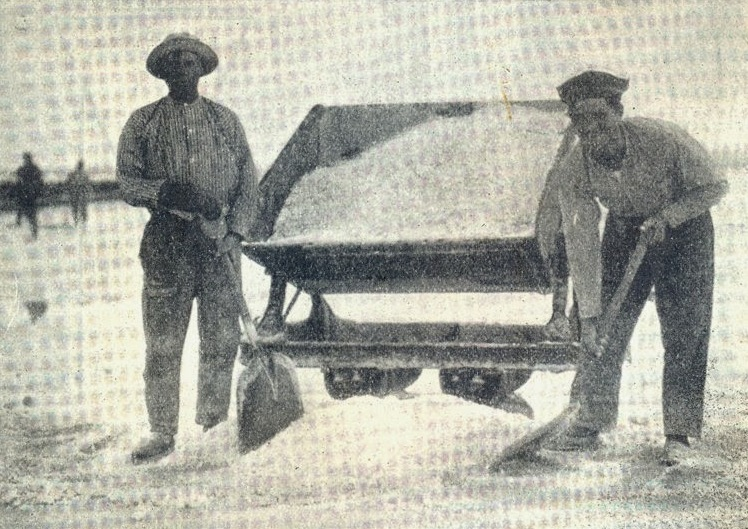
Beladen einer Kipplore
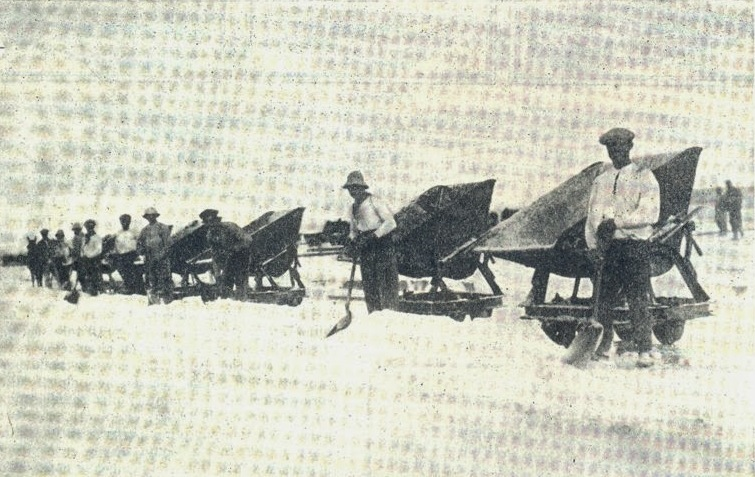
Beladen der Kipploren
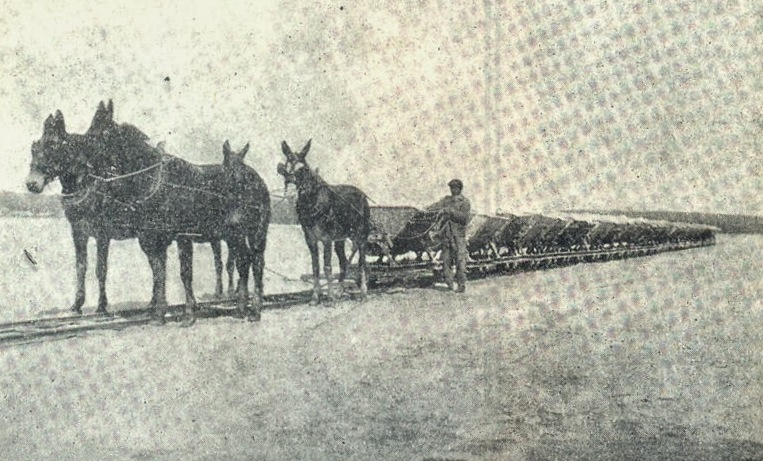
Von Maultieren gezogener Kipplorenzug